# 小梅特兰·琼斯
小梅特兰·琼斯（1937年11月23日—）是一位美国有机化学家，毕业于耶鲁大学，1964年进入普林斯顿大学至2007年退休，退休后2007至2022年在纽约大学教授有机化学课程。